# Richard Amery

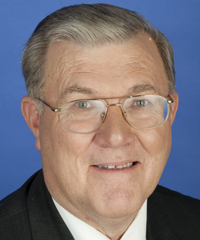
Richard Amery, 2011

Hon. Richard Sanderson Amery (* 31. März 1951 in Liverpool, New South Wales) ist ein australischer Politiker der Australian Labor Party ALP, der zwischen 1983 und 2015 32 Jahre lang Mitglied im Parlament von New South Wales war und von 1995 bis 2003 verschiedene Ministerämter bekleidete.

## Leben
Richard Sanderson Amery war nach dem Schulbesuch als Verkaufsgehilfe und Lagerist zwischen November 1965 und August 1966 bei Flemings Food Stores sowie im Anschluss von August 1966 bis September 1970 bei Franklins Food Stores tätig. 1970 trat er in den Polizeidienst des Bundesstaates New South Wales ein und war dort zuletzt als Senior Constable tätig, ehe er 1983 aus dem Polizeidienst ausschied. 1976 wurde er Mitglied der Australian Labor Party ALP und fungierte unter anderem von 1978 bis 1983 als Sekretär des Ortsvereins Rooty Hill. Er war Delegierter auf den Parteitagen der ALP von New South Wales und engagierte sich in zahlreichen Arbeitsgruppen der Arbeiterpartei für Polizei, Gesundheit, Verkehr, Justizvollzugsdienste und Bildung. Darüber hinaus war er zwischen 1982 und 1992 Mitglied der Dawson Girl Guides Local Association, von 1982 bis 1986 Verwaltungsratsmitglied der Rooty Hill School of Arts sowie Mitglied des Direktoriums des Mount Druitt Hospital, das im gleichnamigen Vorort von Sydney liegt.
Am 22. Oktober 1983 wurde Amery für die Australian Labour Party bei einer Nachwahl (By-election) erstmals Mitglied im Parlament von New South Wales und vertrat in der dortigen Legislativversammlung (Legislative Assembly) anfangs bis zum 3. Mai 1991 den Wahlkreis Riverstone sowie im Anschluss zwischen dem 25. Mai 1991 und dem 6. März 2015 den Wahlkreis Mount Druitt. Er war ferner von 1986 bis 1991 Mitglied des Rates der Erzdiözese für das Mount Druitt Hospital. Im Schattenkabinett der Labour Party übernahm er zwischen 1988 und 1995 zahlreiche Funktionen und war vom 1. Januar 1988 bis zum 1. Januar 1991 als Shadow Minister for Natural Resources zuständig für natürliche Ressourcen sowie zugleich zwischen dem 1. Januar 1989 und dem 1. Januar 1991 als Assistant Shadow Minister for Transport stellvertretender Verantwortlicher für Verkehr. Danach war er zwischen dem 1. Januar 1991 und dem 1. Januar 1995 in Personalunion als Shadow Minister for Consumer Affairs and Seniors und Shadow Minister for Water Resources and Co-operative Societies innerhalb der oppositionellen Labour-Fraktion zuständig für die Bereiche Verbraucherschutz, Senioren, Wasserressourcen und Genossenschaften.
Nach dem Sieg der Labour Party bei den Wahlen 1995 wurde Richard Amery am 4. April 1995 Landwirtschaftsminister (Minister for Agriculture) im Kabinett von Premierminister Bob Carr und bekleidete dieses Amt bis zum 2. April 2003. Zugleich war in Personalunion zwischen dem 1. Dezember 1997 und dem 21. November 2001 erst Minister für Land- und Wasserschutz (Minister for Land and Water Conservation) sowie anschließend vom 21. November 2001 und dem 2. April 2003 Minister für Justizvollzugsanstalten (Minister for Corrective Services). In den darauf folgenden Labour-Regierungen der Premierminister Morris Iemma (3. August 2005 bis 5. September 2008), Nathan Rees (5. September 2008 bis 4. Dezember 2009) und Kristina Keneally (4. Dezember 2009 bis 28. März 2011) übernahm er zwar keine Ministerposten mehr, war aber vom 20. Juni 2007 bis zum 4. März 2011 stellvertretender Vorsitzender des Ständigen Ausschusses für parlamentarische Vorrechte und Ethik (Standing Committee on Parliamentary Privilege and Ethics) sowie zugleich zwischen dem 3. Juni 2010 und dem 4. März 2011 Vorsitzender des Ausschusses für die Unabhängige Kommission gegen Korruption (Committee on the Independent Commission Against Corruption). Nach der Niederlage der Labour Party bei den Wahlen 2011 war er vom 8. April 2011 bis zu seinem Ausscheiden aus dem Parlament am 6. März 2015 als Opposition Whip noch Parlamentarischer Geschäftsführer der oppositionellen Labour-Fraktion. Aus seiner 1974 geschlossenen Ehe mit Marie Amery gingen eine Tochter und ein Sohn hervor.